# Ковальский, Сергей Викторович
Серге́й Ви́кторович Кова́льский (1 августа 1948, Ленинград — 30 августа 2019, Санкт-Петербург) — советский и российский художник-нонконформист, поэт и куратор. Член Ассоциации искусствоведов и историков искусства (АИС), Международной федерации русскоязычных писателей.

## Биография
В 1973 г. совместно с Б. Митавским и В. Богорадом создал творческую группу «ИНАКИ»; в 1970-е годы проводил в Ленинграде квартирные выставки членов группы «ИНАКИ» и других неофициальных художников. В 1981 г. участвовал в создании Товарищества экспериментального изобразительного искусства; впоследствии (1987—1989) организовывал первую выставку-турне художников товарищества в США. В 1983 г. совместно с Е. Орловым организовал творческую группу художников «Пятая четверть».
Автор концепции и один из создателей (в 1989) культурного центра «Ковчег XXI век» на Пушкинской ул., д. 10 (с 1997 г. — Арт-центр «Пушкинская, 10»). В 1990 г. вместе с Ю. Рыбаковым создал первую в Ленинграде официальную организацию нонконформистов — гуманитарный фонд «Свободная культура» (с 1999 — Товарищество «Свободная культура»); с 1994 являлся его президентом, с 2010 — вице-президент. Один из основателей Музея нонконформистского искусства (1998).

## Творчество
В живописи С. Ковальский часто прибегает к использованию обобщающих приёмов коллажа и плаката (в 1984 г. определил это направление как «социальный фолк-арт»). Художника интересует синтез искусств, взаимодействие звука и цвета, перевод одного на язык другого (в 2003 г. назвал это направление «метаэлементализм»). По-своему развивая идеи Русского Авангарда начала XX века, художник использует выразительные возможности цвета, рельефа и линии, таким образом иллюстрируя свои музыкальные впечатления.
Участвовал более чем в 150 выставках в России и за рубежом, в том числе:
- 1980 — «Олимпийская выставка» (Дворец молодёжи, Ленинград — буклет).
- 1980 — «Выставка 14» (Дворец молодёжи, Ленинград).
- 1981 — «На Бронницкой» (Ленинград; каталог издан в самиздате).
- 1982—1991 — выставки Товарищества экспериментального изобразительного искусства.
- 1983 — «5/4» (Дом учёных в Лесном, Ленинград).
- 1988 — «Современное искусство Ленинграда» (ЦВЗ «Манеж», Ленинград).
- 1988-89 — «Выставка 21 художника ТЭИИ» (турне по США; каталог).
- 1988-89 — «Супрематическое воскрешение К. Малевича» (Витебск, Минск, Москва — буклет).
- 1990 — «Фестиваль советского искусства» (Сан-Диего, США).
- 1990-92 — «Что не запрещено, то разрешено» (турне по университетам США и Канады — буклет).
- 1990-91 — «Хранители огня» (турне по США — каталог).
- 1994-96 — «Самоидентификация» (Киль, Берлин, Осло, Сопот, Санкт-Петербург, Копенгаген — каталог).
- 1995 — «От ГУЛАГа до гласности» (коллекция Нортона и Нэнси Додж, Ратгерский университет, США — каталог).
- 1995 — «Авангард из Петербурга» (Гамбург, Германия — буклет).
- 1997 — «Первые пять лет» (отдел новейших течений Русского музея, Санкт-Петербург).
- 2000 — Фестиваль «Санкт-Петербург здесь и сейчас!» (Хельсинки, Финляндия — буклет).
- 2004 — «Надземное и земное» (Музей нонконформистского искусства, Санкт-Петербург — каталог).
- 2004 — Фестиваль независимого искусства, посвящённый 30-летию выставки ленинградских «неофициальных» художников в ДК им. Газа (ЦВЗ «Манеж», Санкт-Петербург — каталог).
- 2005 — «Коллаж» (Государственный Русский музей, Санкт-Петербург — каталог).
- 2006 — «Время перемен» (Государственный Русский музей, Санкт-Петербург — каталог).
- 2006—2007 — «Пространство свободы» (музей Университета Ричмонда[англ.] и далее турне по США — каталог).
- 2007 — «Я выпил море. Опыт ностальгии. Часть I» (Музей нонконформистского искусства, Санкт-Петербург — каталог).
- 2011 — «Трансгеометрия памяти» (Музей петербургского авангарда)[2][3].
- 2014 — «Параллелошар Мира.»
- 2016 — «Суперструны Кандинского». Музей нонконформистского искусства, г. Санкт-Петербург. Коллективная выставка с участием Олигерова Александра, Волосенкова Феликса, Духовлинова Владимира, Кошелохова Боба, Макарова Владислава, Оласюк Ивана, Уянаева Аслана, Шалабина Валерия, Филова Дмитрия и др[4].

Занимается также фотографией (фотовыставка «Контр Коллаж» в ВДЦ MixMax в 2011 г.; фотовыставка «Музыка Кракова» в Арт-центре «Пушкинская, 10» в 2012 г.), снял фильм «Цветослов».
Произведения С. Ковальского находятся в коллекциях Русского музея, Музея нонконформистского искусства, Музея истории Санкт-Петербурга; Эрмитажа (коллекция Ж. Мачере и Н. Волконской), Фонда им. С. Дягилева (Санкт-Петербург); в коллекции Нортона и Нэнси Додж (Ратгерский университет), в собрании А. Глейзера.

## Статьи
- Ковальский С. В. Движение по диагонали. Выставки ленинградских «неофициальных» художников ТЭИИ (1981—1991 гг) // Петербургские искусствоведческие тетради. Выпуск 11. СПб, 2008. — С.6-29.

## Награды и признание
- Нагрудный знак «За заслуги перед польской культурой» (2003)[источник не указан 3239 дней]
- Царскосельская премия (2005)
- премия «Мастер класс» Международного фестиваля искусств (2005)
- премия «Петраэдр» (2012)
- орден «Золотой командорский крест победы Авангарда» (2011).